# Pelahatchie, Mississippi
Pelahatchie, Mississippi (енгл. Pelahatchie) град је у америчкој савезној држави Мисисипи.

## Демографија
По попису из 2010. године број становника је 1.334, што је 127 (-8,7%) становника мање него 2000. године.
| Група             | 2000.       | 2010.       |
| Белци             | 843 (57,7%) | 806 (60,4%) |
| Афроамериканци    | 538 (36,8%) | 438 (32,8%) |
| Азијати           | 2 (0,1%)    | 3 (0,2%)    |
| Хиспаноамериканци | 66 (4,5%)   | 73 (5,5%)   |
| Укупно            | 1.461       | 1.334       |